# Trichophorum dolichocarpum
Trichophorum dolichocarpum är en halvgräsart som beskrevs av Zakirov. Trichophorum dolichocarpum ingår i släktet tuvsävssläktet, och familjen halvgräs. Inga underarter finns listade i Catalogue of Life.